# Rudolf Stark
Rudolf Stark (ur. 11 lutego 1897, zm. ?) – niemiecki as myśliwski z czasów I wojny światowej z 11 potwierdzonymi zwycięstwami powietrznymi, dowódca Jagdstaffel 35.
Rudolf Stark służbę rozpoczął w 2 Bawarskim Królewskim Pułku Ułanów (Königlich Bayrisches 2. Ulanen-Regiment König (Ansbach)). W 1917 roku został przydzielony do lotnictwa. Służył w bawarskiej jednostce obserwacyjnej FAA296. Na własną prośbę został przeniesiony najpierw na szkolenie uzupełniające do szkoły pilotów myśliwskich Jastaschule II, a od 18 stycznia 1918 roku do bawarskiej eskadry myśliwskiej Jagdstaffel 34. W jednostce odniósł 5 potwierdzonych zwycięstw powietrznych, pierwsze 23 marca 1918 roku. 24 maja został przeniesiony na stanowisko dowódcy do eskadry Jagdstaffel 77. W jednostce odniósł jedno potwierdzone i dwa niepotwierdzone zwycięstwa i 7 czerwca został przeniesiony na stanowisko dowódcy Jagdstaffel 35. W jednostce latał do końca wojny odnosząc 5 potwierdzonych i dwa niepotwierdzone zwycięstwa. 
Jego osobistym godłem był malowany na kadłubie jasnofioletowy pas z wąskimi, czarnymi krawędziami.
Po zakończeniu wojny w 1933 roku wydał książkę "Wings of war: an airman's diary of the last year of World War One", która doczekała się wielu wznowień.

## Odznaczenia
- Krzyż Żelazny I Klasy
- Krzyż Żelazny II Klasy